# Пејн (Охајо)
Пејн (енгл. Payne) град је у америчкој савезној држави Охајо.

## Демографија
По попису из 2010. године број становника је 1.194, што је 28 (2,4%) становника више него 2000. године.
| Група             | 2000.         | 2010.         |
| Белци             | 1.116 (95,7%) | 1.126 (94,3%) |
| Афроамериканци    | 5 (0,4%)      | 5 (0,4%)      |
| Азијати           | 1 (0,1%)      | 1 (0,1%)      |
| Хиспаноамериканци | 39 (3,3%)     | 48 (4,0%)     |
| Укупно            | 1.166         | 1.194         |